# North Attleborough
North Attleborough es un pueblo ubicado en el condado de Bristol en el estado estadounidense de Massachusetts. En el Censo de 2010 tenía una población de 28.712 habitantes y una densidad poblacional de 571,43 personas por km².

## Geografía
North Attleborough se encuentra ubicado en las coordenadas 41°58′21″N 71°20′7″O / 41.97250, -71.33528. Según la Oficina del Censo de los Estados Unidos, North Attleborough tiene una superficie total de 50.25 km², de la cual 48.88 km² corresponden a tierra firme y (2.72%) 1.36 km² es agua.

## Demografía
Según el censo de 2010, había 28.712 personas residiendo en North Attleborough. La densidad de población era de 571,43 hab./km². De los 28.712 habitantes, North Attleborough estaba compuesto por el 92.46% blancos, el 1.49% eran afroamericanos, el 0.18% eran amerindios, el 3.51% eran asiáticos, el 0.02% eran isleños del Pacífico, el 0.79% eran de otras razas y el 1.55% pertenecían a dos o más razas. Del total de la población el 2.35% eran hispanos o latinos de cualquier raza.